# アンドル川
アンドル川 （アンドルがわ、Indre） は、フランス中部を流れる川であり、ロワール川の支流である。水源はシェール県のプレヴランジュ近郊。アヴォワーヌの北方、シノンの原子力発電所付近でロワール川に合流する。
アンドル県とアンドル＝エ＝ロワール県の語源である。

## 流域の自治体
- クルーズ県
- シェール県
- アンドル県
- アンドル＝エ＝ロワール県